# Bill Brandt
Bill Brandt (rođen Hermann Wilhelm Brandt, Hamburg, Njemačko Carstvo, 2. svibnja 1904. – London, Engleska, 20. prosinca 1983. - britanski fotograf i fotoreporter. Iako rođen u Njemačkoj, Brandt se preselio u Englesku, gdje je postao poznat po svojima fotografijama britanskog društva za časopise Lilliput i Picture Post, kasnije po distorziranim fotografijama akata, portretima poznatih umjetnika i pejzaža. Općenito se smatra jednim od najvažnijih britanskih fotografa 20. stoljeća.

## Karijera i život
Rođen je u Hamburgu, za vrijeme Njemačkog Carstva. Majka mu je bila Njemica, a otac Britanac koji je živio u Njemačkoj od svoje pete godine. Odrastao je u vrijeme Prvog svjetskog rata tijekom kojeg su njegovog oca utamničili Nijemci kao britanskog državljanina. Brandt se kasnije odrekao svog njemačkog podrijetla, te je tvrdio da je rođen u južnom Londonu. Ubrzo nakon rata je obolio od tuberkuloze, te je proveo većinu svoje mladosti u lječilištu u Davosu. Zatim je otputovao u Beč na psihoanalitičku terapiju, i nakon toga je proglašen izliječenim, te ga je pod svoje uzela austrijska filantropkinja Eugenie Schwarzwald. Kad ih je Ezra Pound posjetio u rezidenciji u Schwarzwaldu, Brandt je napravio njegov portret. Iz zahvalnosti, Pound je navodno ponudio Brandtu da ga predstavi Man Rayu, u čiji je pariški studio i tamnu komoru ušao 1930.
Godine 1933. Brandt se preselio u London i počeo dokumentirati sve razine britanskog društva. Ova vrsta dokumentiranja je bila neuobičajena u to vrijeme. Brandt je izdao dvije knjige ovih fotografija, The English at Home (1936.) i A Night in London (1938.). Redovito je surađivao s časopisima poput Lilliput, Picture Post i Harper's Bazaar. Snimio je podzemna skloništa u Londonskom metrou tijekom Blitzkriega 1940., koje je naručilo ministarstvo informacija.
Tijekom Drugog svjetskog rata Brandt je snimao različite subjekte, kao što se može vidjeti u knjizi Camera in London (1948.), ali se istaknuo u portretima i krajolicima. S dolaskom mira 1944. započeo je seriju akata. Njegove najznačajnije knjige poslijeratnog razdoblja su Literary Britain (1951.) i Perspective of Nudes (1961.), koje slijedi kompilacija njegovih najboljih fotografija, Shadow of Light (1966.). Brandt je postao najutjecajniji i međunarodno priznati fotograf 20. stoljeća iz Britanije. Mnoga njegova djela predstavljaju važan društveni komentar, ali i pjesnički odjek. Njegovi krajolici i akti su dinamični, intenzivni i snažni, za što često koristi širokokutne leće i distorziju.
Godine 2010. komisija za povijesne građevine i spomenike Engleske, English Heritage, postavila je tzv. plavu plaketu (engl. blue plaque) u čast Billa Brandta u Londonu, na adresi Airlie Gardens 4, Kensington.

## Izložbe
- 2004. - Bill Brandt: A Centenary Retrospective, Victoria and Albert Museum, London[2]
- 2013. - Shadow and Light, MoMA, New York[4][5]
- 2013. - Bill Brandt, Early Prints from the Collection of the Family, galerija Edwynn Houk, New York[6]